# Мови Сейшельських Островів
На Сейшельських островах є три офіційні мови:
- Сейшельська креольська мова, яка є сумішшю англійської, старофранцузької та гінді. Цю мову вважають рідною 95 % населення Сейшельських островів та розмовляють 97 %.
- Англійська мова — мова колонізаторів (острови були колонією Великої Британії понад 150 років). Англійською мовою розмовляють 60 % населення. Використовується в уряді та діловодстві.
- Французька мова — мова перших колонізаторів (острови були колонією Франції у 1756—1814 роках). Мовою розмовляються 30 %, а розуміють її 53 % населення. Французькою мовою друкується багато газет, комерційних вивісок, використовується у церквах.

На банкнотах сейшельської рупії використовуються написи креольською та англійською мовами, французька мова відсутня.

## Чисельність мовців
| Місце | Мови                        | Мовці 2010, осіб | Частка 2010, % | Мовці 2002, осіб | Частка 2002, % |
| ----- | --------------------------- | ---------------- | -------------- | ---------------- | -------------- |
| 1     | Сейшельська креольська мова | 22 073           | 89,1           | 19 221           | 91,8           |
| 2     | Англійська мова             | 1256             | 5,1            | 1022             | 4,9            |
| 3     | Французька мова             | 165              | 0,7            | 169              | 0,8            |
| -     | Інші                        | 932              | 3,8            | 471              | 2,3            |
| -     | Не відповіли                | 344              | 1,4            | 50               | 0,2            |
|       | Разом                       | 24 770           | 100,0          | 20 933           | 100,0          |